# Creu de terme d'Hostafrancs
La Creu de terme d'Hostafrancs és una creu de terme d'Hostafrancs, al municipi dels Plans de Sió (Segarra), inclosa a l'Inventari del Patrimoni Arquitectònic de Catalunya.

## Descripció
Està situada a la plaça Major de la població, prop de l'església. Està assentada sobre una graonada de planta quadrada amb el fust d'esquema octogonal; ambdós elements datats de l'any 1950. La creu situada a la part superior, es pot situar entorn del segle xvii. A l'anvers de la peça s'hi pot veure la imatge de Crist a la part central i tres medallons, el superior conté una figura que sembla un àngel i els laterals mostren els dos lladres que foren crucificats juntament amb Jesucrist. El revers ofereix la imatge de la Verge Maria amb el nen Jesús al braç, conjunt que ocupa la part central, i els símbols dels quatre evangelistes, col·locats dins els medallons situats als extrems de la creu. Finalment, a la llanterna i sota dosserets hi ha representats diversos sants, cada un d'ells amb l'atribut que el caracteritza.

## Història
És molt probable que aquesta creu sigui l'obra que contractà l'any 1517 el picapedrer basc Pasqual de Gancia. L'import de la qual fou satisfet per Jaume Rialp, capellà d'Hostafrancs.